# Ed Graves
Ed Graves (* 24. Februar 1917; † 17. Februar 1980 in Thousand Oaks, Kalifornien) war ein US-amerikanischer Artdirector und Szenenbildner. Er war bei der Oscarverleihung 1968 für einen Oscar nominiert.

## Leben
Ed Graves startete seine Karriere Ende der 1950er Jahre im Art Department. Seine ersten Filme waren Kampfflieger und Süd Pazifik (beide 1958).
Anschließend machte er sich als Artdirector einen Namen, sowohl beim Fernsehen, wo er unter anderem bei den Serien Peyton Place, Sheriff ohne Colt und Tadel und Apple’s Way aktiv war, als auch im Kino. Seine bekannteste Arbeit war sicherlich Doktor Dolittle. Für diese Arbeit wurde er zusammen mit Mario Chiari und Jack Martin Smith aus dem Art Departement sowie den Szenenbildnern Stuart A. Reiss und Walter M. Scott für den Oscar für das beste Szenenbild nominiert. Ausgezeichnet wurden aber schließlich die Szenenbildner des Films Camelot – Am Hofe König Arthurs.
Ed Graves verstarb am 17. Februar 1980. Zuletzt arbeitete er an der Fernsehserie Die Waltons und dem darauf basierenden Fernsehfilm.

## Filmografie (Auswahl)
Kino
- 1958: Kampfflieger (The Hunters)
- 1958: Süd Pazifik (South Pacific)
- 1965: Colonel von Ryans Express (Von Ryan's Express)
- 1966: Derek Flint schickt seine Leiche (Our Man Flint)
- 1967: Doktor Dolittle
- 1968: The Secret Life of an American Life
- 1969: Der Killer und die Dirne (Hard Contract)
- 1971: Der barfüßige Generaldirektor (The Barefoot Executive)
- 1979: Lawinenexpress (Avalanche Express)

Fernsehen
- 1965–1967: Peyton Place (Fernsehserie)
- 1966: Batman (Fernsehserie, zwei Episoden)
- 1970: Das Netz der Spinne (Along Came a Spider) (Fernsehfilm)
- 1971–1972: Sheriff ohne Colt und Tadel (Nichols) (Fernsehserie)
- 1972–1980: Die Waltons (The Waltons) (Fernsehserie)
- 1974: Apple’s Way (Fernsehserie)
- 1975–1976: Bumpers Revier (The Blue Knight) (Fernsehserie)
- 1977: Tod an Bord (Killer on Board)
- 1978: Dallas (Fernsehserie, zwei Episoden)
- 1978: Die kalte Hand des Schicksals (Desperate Women) (Fernsehfilm)
- 1980: The Waltons: A Decade of the Waltons (Fernsehfilm)